# قائمة الأفلام المصرية سنة 2009
هذه قائمة بالأفلام المصرية لسنة 2009 مرتبة أبجديا

## 2009
| اسم الفيلم        | إخراج           | بطولة | ملاحظات |
| ----------------- | --------------- | --- | ------- |
| أدرينالين         | محمود كامل      | خالد الصاوي - سامح الصريطي - غادة عبد الرازق - إياد نصار |         |
| أزمة شرف          | وليد التابعي    | غادة عبد الرازق - أحمد فهمي - منة فضالي - أحمد سعيد عبد الغني - طارق لطفي                                                                                             |         |
| أعز أصحاب         | أحمد سمير فرج   | أحمد فلوكس - أحمد السعدني - مروة عبد المنعم - سوما - لانا سعيد |         |
| ألف مبروك         | أحمد جلال       | أحمد حلمي |         |
| أمير البحار       | وائل إحسان      | محمد هنيدي |         |
| أيام صعبة         | فادي فاروق      | هشام عبد الحميد - باسم سمرة - سلوى خطاب - راندا البحيري |         |
| إبراهيم الأبيض    | مروان حامد      | أحمد السقا - محمود عبد العزيز - عمرو واكد - هند صبري |         |
| إحكي يا شهرزاد    | يسري نصر الله   | منى زكي - حسن الرداد - محمود حميدة - سوسن بدر - حسين الإمام |         |
| ابقى قابلني       | إسماعيل فاروق   | مها أحمد - سعد الصغير - حسن حسني - لطفي لبيب - سليمان عيد - روجينا - علاء مرسي - ياسر فرج - محمد لطفي                                                                 |         |
| الأكاديمية        | إسماعيل فاروق   | محمود قابيل - ريهام عبد الغفور - علا غانم - إدوارد - ياسر فرج - نادر حمدي - أحمد الشامي                                                                               |         |
| البيه رومانسي     | أحمد البدري     | محمد إمام - حسن حسني - لبلبة - باسم سمرة - دومينيك حوراني |         |
| الحكاية فيها منة  | ألفت عثمان      | إيساف - بشرى |         |
| الديكتاتور        | إيهاب لمعي      | حسن حسني - خالد سرحان - مايا نصري - عزت أبو عوف |         |
| السفاح            | سعد هنداوي      | هاني سلامة - نيكول سابا - خالد الصاوي - سامي العدل - سليمان عيد - أشرف مصيلحي - نبيل الحلفاوي - سوسن بدر                                                              |         |
| العالمي           | أحمد مدحت       | يوسف الشريف - دلال عبد العزيز - صلاح عبد الله - رحمة حسن - أروى جودة                                                                                                  |         |
| الفرح             | سامح عبد العزيز | خالد الصاوي - ياسر جلال - دنيا سمير غانم - جومانا مراد - صلاح عبد الله - مي كساب - حسن حسني - روجينا - ماجد الكدواني - باسم سمرة - سوسن بدر - كريمة مختار - رامز أمير |         |
| المشتبه           | محمد حمدي       | عمرو واكد - بشرى - باسم سمرة - أحمد راتب - سوسن بدر |         |
| بالألوان الطبيعية | أسامة فوزي      | كريم قاسم - يسرا اللوزي |         |
| بدل فاقد          | أحمد علاء       | أحمد عز - منة شلبي - محمد لطفي |         |
| بدون رقابة        | هاني جرجس فوزي  | أحمد فهمي - إدوارد - دوللي شاهين - علا غانم - راندا البحيري - باسم سمرة                                                                                               |         |
| بوبوس             | وائل إحسان      | عادل إمام - يسرا |         |
| حد سامع حاجة      | سامح عبد العزيز | رامز جلال - ماجد الكدواني - وفاء سالم - لاميتا فرنجيه - إدوارد - محيي إسماعيل                                                                                         |         |
| حفل زفاف          | احمد يسرى       | فيدرا - هيدي كرم - إياد نصار - إيوان |         |
| خلطة فوزية        | مجدي أحمد علي   | إلهام شاهين - فتحي عبد الوهاب - غادة عبد الرازق - عزت أبو عوف - هالة صدقي                                                                                             |         |
| دكان شحاتة        | خالد يوسف       | عمرو سعد - هيفاء وهبي - غادة عبد الرازق - محمود حميدة |         |
| دكتور سيلكون      | احمد البدرى     | عبد الله الكاتب - حسن حسني - لطفي لبيب - مروى |         |
| صياد اليمام       | إسماعيل مراد    | أشرف عبد الباقي - بسمة - روجينا - علا غانم |         |
| طير إنت           | أحمد الجندي     | أحمد مكي - ماجد الكدواني - دنيا سمير غانم - لطفي لبيب |         |
| عزبة آدم          | محمود كامل      | فتحي عبد الوهاب - محمود ياسين - ماجد الكدواني - هالة فاخر - دنيا سمير غانم                                                                                            |         |
| علقة موت          | محمد نبيه       | الشحات مبروك - عبد الله مشرف - شمس - غسان مطر |         |
| عمر وسلمى 2       | أحمد البدري     | تامر حسني - مي عز الدين - عزت أبو عوف |         |
| عين شمس           | إبراهيم البطوط  | بطرس بطرس غالى - رمضان خاطر - حنان يوسف |         |
| فخفخينو           | إبراهيم عفيفى   | يوسف شعبان - رانيا يوسف |         |
| لمح البصر         | يوسف هشام       | أحمد حاتم - حسين فهمي - منى هلا |         |
| مجنون أميرة       | إيناس الدغيدي   | مصطفى هريدي - شمس - نورا رحال |         |
| مقلب حرامية       | سميح النقاش     | شريف سلامة - محمود عبد المغني - ماجد الكدواني - صلاح عبد الله - أحمد السعدني - إيمان العاصي                                                                           |         |
| ميكانو            | محمود كامل      | تيم الحسن - نور - خالد الصاوي |         |
| واحد صفر          | كاملة أبو ذكري  | خالد أبو النجا - إلهام شاهين - نيللي كريم - زينة - أحمد الفيشاوي - حسين الإمام - انتصار - لطفي لبيب                                                                   |         |
| ولاد العم         | شريف عرفة       | كريم عبد العزيز - شريف منير - منى زكي |         |
| يوم ما اتقابلنا   | إسماعيل مراد    | محمود حميدة - لبلبة - علا غانم |         |